# Rekoo
Rekoo（レクー、中国語: 热酷）は、かつて存在したソーシャルゲームの企画・運営・パブリッシングの会社、およびその商標である。本部は中華人民共和国北京市朝陽区のRekoo, Inc.（北京分播时代网络科技有限公司）であった。日本法人としてはRekoo Japan株式会社（レクージャパン）が存在し、2019年7月よりRestar Games（北京盛游时代网络科技有限公司）として知られる。
本記事では所在地ならびにキーパーソンが重なるペーパーカンパニーJOYTEA株式会社、JOYCOIN株式会社、Restar Games株式会社、Revitalization Games株式会社、Sunshine Games株式会社、Sunjoy株式会社についても扱う。

## 沿革

### 前史
- 2003年11月、劉勇はSNS「億友網 (eFriendsNet)」を設立する。この際にミクシィの笠原健治（現・会長）と知り合ったという。2006年1月、劉勇はこのサービスを2000万ドルで売却した[4]。

### Rekoo Games
- 2009年8月、中国語版の『サンシャイン牧場』を発見したインフィニティ・ベンチャーズLLPらの熱烈な働きかけを経てmixiで日本語版『サンシャイン牧場』がリリースされる。同年10月、インフィニティ・ベンチャーズLLPの小野裕史がRekoo Japan株式会社を設立し社長に就く[5][6]。同年12月、KDDI、DeNA、ミクシィなどが加わるIVP Fund（インフィニティ・ベンチャー・パートナーズ ファンド）がRekoo本社に150万ドルを出資[7]。
- 2010年4月、株式会社アドウェイズを通じて『サンシャイン牧場』のゲーム内有料通貨「Kコイン」が獲得可能に。後述する鄧厚鋆（邓厚鋆）はこの時期にアドウェイズのプロダクトディレクター等を務める。
- 2014年1月、Rekoo本社は「千万流水保障計画」を発表し、配信業に軸足を移す。
- 2015年3月、World of Warcraftへの著作権侵害の疑いで配信タイトルの差止命令が下る[8]。翌2016年8月、Rekoo本社らは敗訴し、原告ブリザード・エンターテイメントと網易への損害賠償命令等が下る[9]。

ここで「熱酷遊戯は日本市場に全面進軍する」とのお知らせを残して、Rekoo本社の表向きの活動が途絶える。

### JoyTea Games
- 2016年8月、JoyTea Games名義で『エレメンタルリーグ～精霊獣と世界樹の葉～』がリリースされる。結果的に次の形となった。
  - 中国本社の所在地に千诺纪元网络科技有限公司[11]および亿诺纪元网络科技有限公司[12]
  - 中国本社のCOO巴芳が社長に就任
  - 日本支社の所在地にJOYTEA株式会社
  - 日本支社の執行役員(COO)小野田諭[13]が社長に就任

- 2018年1月、鄧厚鋆が復星集団に入社しゲーム事業部副部長に就任[14]。同時に中国本社の所在地で、巴芳が株式の99%を保有する盛游时代网络科技有限公司が設立[15]。チームはRekoo、パーフェクト・ワールド（復星国際傘下）、西山居（中国語版）などの出身者で構成されているという[3]。
- 2018年5月、劉勇と巴芳らは中国本社の所在地で仮想通貨取引所の币尚网络技术有限公司 (BiUP) を設立[16]、当時に小野田諭が日本支社の所在地でJOYCOIN株式会社を設立。
- 2019年7月、王磊[17]がJOYTEA関係者として討論に加わる記事が掲載される[18]。

### Restar Games
- 2019年7月、盛游時代は復星集団（復星国際）系列の復娯文化に併入してRestar Gamesを名乗り、同時に鄧厚鋆が日本支社の所在地でRestar Games株式会社を設立。同年12月、Restar Games株式会社はRevitalization Games株式会社に社名変更。
- 2019年10月、事業を現Revitalization Gamesに移したJoyTeaはバーチャルオフィスに移転し、馬開雄が代表取締役に就任。
- 2021年6月、王磊がRestar Games関係者として取材に応じる記事が掲載される[19]。
- 2021年10月、鄧厚鋆が復娯文化を再編した復星体育集団の代表に、巴芳も副社長に就く。
- 2021年11月、小野田諭が日本支社の所在地でSunshine Games株式会社を設立。
- 2023年6月、巴芳へのインタビュー記事が掲載される[20]。
- 2023年11月、杜偉がSunshine Games代表取締役に就任。同地でSunjoy株式会社を設立、代表取締役は徐瀟。
- 2024年11月、Sunjoy株式会社、Rekoo Japan株式会社がバーチャルオフィスに移転。
- 2025年3月、残る3社の本社所在地が空室となる。
- 2025年6月、復星体育集団が盛游時代を解散。
- 2025年7月、Revitalization Games株式会社が官報にて解散を公告[21][22]。後日、バーチャルオフィスに移転し登記を閉鎖。

### 対応表
おおまかな変遷を示す。
| 時期         | 中国本社 | ブランド     | ペーパーカンパニー     | 日本支社                            |
| ------------ | -------- | ------------ | ---------------------- | ----------------------------------- |
| 2007年8月〜  | 分播時代 | Rekoo        |                        |                                     |
| 2009年10月〜 | 分播時代 | Rekoo        | Rekoo Japan株式会社    |                                     |
| 2016年8月〜  | 千諾紀元 | JoyTea Games | Rekoo Japan株式会社    |                                     |
| 2017年2月〜  | 千諾紀元 | JoyTea Games | Rekoo Japan株式会社    | JOYTEA株式会社 (解散)               |
| 2018年1月〜  | 盛游時代 | JoyTea Games | Rekoo Japan株式会社    | JOYTEA株式会社 (解散)               |
| 2019年7月〜  | 盛游時代 | Restar Games | Rekoo Japan株式会社    | (旧) Restar Games株式会社 (解散)    |
| 2019年12月〜 | 盛游時代 | Restar Games | Rekoo Japan株式会社    | Revitalization Games株式会社 (解散) |
| 2021年11月〜 | 盛游時代 | Restar Games | Sunshine Games株式会社 | Revitalization Games株式会社 (解散) |
| 2023年9月〜  | 盛游時代 | Restar Games | Sunshine Games株式会社 | Restar Games PTE. LTD.              |
| 2023年11月〜 | 盛游時代 | Restar Games | Sunjoy株式会社         | Restar Games PTE. LTD.              |

## 概要
主にiPhone、Android等のスマートフォン向けにソーシャルゲームの制作、配信を行っている。

## 主なゲーム

### 日本支社系
| タイトル                             | リリース       | 終了           | サイト | X             | 関連                   |
| ------------------------------------ | -------------- | -------------- | ------ | ------------- | ---------------------- |
| サンシャイン牧場                     | 2009年8月26日  | 2016年8月26日  | [ 23 ] | [ 24 ]        | mixi                   |
| ファンタジードライブ                 | 2015年5月26日  | 2023年8月31日  | [ 25 ] | [ 26 ]        |                        |
| クロノスブレイド                     | 2015年12月4日  | 2021年3月29日  | [ 27 ] | [ 28 ]        |                        |
| 式神物語〜中二病JK、世界を救う〜     | 2016年5月26日  | 不明           | [ 29 ] | [ 30 ]        |                        |
| 三国海戦オンライン                   | 2016年9月26日  | 2017年6月30日  | [ 31 ] | [ 32 ]        |                        |
| スタートリガー                       | 2017年8月25日  | 2025年5月15日  | [ 33 ] | [ 34 ]        |                        |
| アンダーグラウンドシンフォニー       | 2018年6月21日  | 2019年1月28日  | [ 35 ] | [ 36 ]        |                        |
| ムービーマスター                     | 2019年5月8日   | 不明           | [ 37 ] | [ 38 ]        |                        |
| トモダチクエスト                     | 2021年3月28日  | 2025年5月15日  | [ 39 ] | [ 40 ]        | 武井宏之               |
| サイバーハニー〜戦う乙女たち〜       | 2022年2月28日  | 2024年7月31日  | [ 41 ] | [ 42 ]        |                        |
| 風のファンタジア                     | 2022年11月30日 | 2024年1月31日  | [ 43 ] | [ 44 ]        |                        |
| ヒロコレ～あつまれ英雄！爽快バトル～ | 2023年8月10日  | 2025年2月28日  | [ 45 ] | [ 46 ]        |                        |
| ニャンダーランド〜封印されし女神〜   | 2024年4月24日  | 2024年12月31日 | [ 47 ] | [ 48 ]        |                        |
| モンスターハザード-グルメハンター-   | 2025年1月22日  |                | [ 49 ] | [ 50 ] [ 51 ] | サンシャイン牧場コラボ |

### 中国本社系
| タイトル                                   | リリース       | 終了           | サイト | X      | 関連                          |
| ------------------------------------------ | -------------- | -------------- | ------ | ------ | ----------------------------- |
| エレメンタルリーグ～精霊獣と世界樹の葉～   | 2016年8月23日  | 2017年7月26日  | [ 52 ] | [ 53 ] |                               |
| 戦艦ストライク〜太平洋の魂〜               | 2017年4月26日  | 2018年5月20日  | [ 54 ] | [ 55 ] |                               |
| ドラゴンハート                             | 2017年9月8日   | 2018年8月21日  | [ 56 ] | [ 57 ] |                               |
| 東京ドラゴンシティ                         | 2017年秋       | 中止           | [ 58 ] | [ 59 ] | 武井宏之                      |
| 封神ヒーローズ                             | 2018年5月23日  | 不明           | [ 60 ] | [ 61 ] |                               |
| エターナルダンジョン                       | 2018年5月25日  | 2019年1月9日   | [ 62 ] | [ 63 ] |                               |
| P.E.T.S.アカデミア                         | 2018年8月8日   | 不明           | [ 64 ] | [ 65 ] |                               |
| わくわくファンタジー〜はるかな世界の物語〜 | 2018年11月11日 | 2023年7月17日  | [ 66 ] | [ 67 ] | 公式の偽の偽情報 開発: 懒得拇 |
| City Dunk: Free Style                      | 2019年3月15日  | 2021年12月21日 | [ 70 ] | [ 71 ] |                               |
| 戦姫ストライク                             | 2020年3月20日  | 2021年3月31日  | [ 72 ] | [ 73 ] |                               |
| フィーバーダンク                           | 2020年6月16日  | 不明           | [ 74 ] | [ 75 ] |                               |
| マイターン                                 | 2020年冬       | 中止           | [ 76 ] | [ 77 ] |                               |
| イース6 オンライン〜ナピシュテムの匣〜     | 2021年7月18日  |                | [ 78 ] | [ 79 ] | 日本ファルコム、開発: 懒得拇  |
| 山海〜神話の世界を覗く異界万華鏡〜         | 2022年2月16日  | 不明           | [ 80 ] | [ 81 ] |                               |
| ノフランド物語                             | 2022年9月21日  | 2023年9月1日   | [ 82 ] | [ 83 ] |                               |
| わくわくファンタジーonline                 | 2023年7月18日  |                | [ 84 ] |        | 運営: 懒得拇                  |
| アッシュエコーズ-白荊回廊-                 | 2024年予定     | 承継           | [ 87 ] | [ 88 ] | 上海燭龍                      |
| 弾タマ〜双子のソウルストレイ〜             | 2024年5月30日  | 2024年12月5日  | [ 90 ] | [ 91 ] |                               |